# كين باتشر
كين باتشر (بالإنجليزية: Kenneth Edward Batcher)‏، الاسم الكامل كينيث إدوارد باتشر  هو أستاذ فخري لعلوم الكمبيوتر بجامعة كنت ستيت. عمل أيضًا كمهندس كمبيوتر في شركة Goodyear Aerospace في أكرون بولاية أوهايو لمدة 28 عامًا.

## النشأة والتعليم
ولد في ديسمبر 1935 في كوينز، مدينة نيويورك. كان والده، رالف ر. باتشر، كبير المهندسين في شركة A. A. Grebe Radio Company حتى إفلاسها في عام 1932. تخرج باتشر من جامعة ولاية أيوا مع B.E. في عام 1957. في عام 1964، حصل باتشر على درجة الدكتوراه في الهندسة الكهربائية من جامعة إلينوي. تخرج من مدرسة بروكلين الفنية الثانوية.

## مسيرته وانجازاته
من بين التصميمات التي عمل عليها في Goodyear كانت:
المعالج الموازي على نطاق واسع (16384 معالجات بت تسلسلية مخصصة {8 إلى شريحة} مرتبة في صفيف معالج SIMD 128 x 128 مع صفوف إضافية من وحدة المعالجة المركزية للتسامح مع الخطأ) التي كانت موجودة في ناسا غودارد مركز الرحلات الفضائية، والآن في سميثسونيان. تسبق هذه الوحدة أجهزة توصيل داني هيليس التابعة لشركة داني هيليس،
مصفوفة المعالج Goodyear STARAN ، والتي تم العثور على نسخة منها (تسمى ASPRO) في طائرات الرادار التابعة للبحرية الأمريكية Northrop Grumman E-2 Hawkeye.
نشر العديد من الأوراق الفنية ويمتلك 14 براءة اختراع خاصة به. «اكتشف خوارزميتي فرز متوازيتين: الدمج الفردي الفردي والدمج الدمجي بيتوني». وهو أيضًا مكتشف طريقة بيانات التخليط في ذاكرة الوصول العشوائي التي تتيح الوصول عبر أبعاد متعددة. تم استخدام هذه الذكريات في STARAN ومعالجات MPP الموازية.

## جوائز
في عام 1980 حصل على جائزة Arnstein المقدمة من شركة Goodyear Aerospace Corporation للإنجاز التقني.
في عام 1990، حصل Batcher على جائزة ACM / IEEE Eckert-Mauchly عن عمله الرائد على أجهزة الكمبيوتر المتوازية. يحمل 14 براءة اختراع.
في عام 2007، حصل Batcher على جائزة هندسة الكمبيوتر IEEE Seymour Cray ؛ «للحصول على المساهمات النظرية والعملية الأساسية للحساب الموازي بشكل كبير، بما في ذلك خوارزميات الفرز المتوازية، وشبكات التوصيل البيني، والتصميمات الرائدة لأجهزة الكمبيوتر STARAN و MPP.»
ويعود الفضل إليه في اكتشاف خوارزميتي فرز متوازيتين مهمتين: الدمج الفردي الدمجي والدمج الدمجي بيتوني.
يُعرف Batcher بتعريفه نصف الخطورة ونصف روح الدعابة أن «الكمبيوتر العملاق هو جهاز لتحويل المشكلات المرتبطة بالحساب إلى مشاكل مرتبطة بالإدخال / الإخراج».

## المنشورات
- فرز الشبكات وتطبيقاتها، مؤتمر الربيع المشترك للكمبيوتر لعام 1968، AFIPS Proc. المجلد. 32، ص 307-314.

كمؤلف أو مؤلف مشارك في «مقالات المجلات» 
- على عدد الدول المستقرة في شبكة NOR ، IEEE Trans. على أجهزة الكمبيوتر، المجلد. EC-14، لا. 6، ص 931-932، ديسمبر 1965.
- ذاكرة الوصول متعددة الأبعاد في STARAN ، IEEE Trans. على أجهزة الكمبيوتر، المجلد. C-26، لا. 2، ص 174-177، فبراير 1977.
- تصميم المعالج الموازي على نطاق واسع، IEEE Trans. على أجهزة الكمبيوتر، المجلد. C-29، لا. 9، ص 836-840، سبتمبر 1980.
- أنظمة المعالجة المتوازية التسلسلية، IEEE Trans. على أجهزة الكمبيوتر، المجلد. C-31، لا. 5، pp 377–384، May 1982.
- إضافة التسامح متعدد الأخطاء إلى شبكات المكعب المعمم، IEEE Trans. على المجلد الموازي والأنظمة الموزعة. 5، لا. 8، ص 785-792، أغسطس 1994 (شارك في تأليفه مع سي جي شيه).
- شبكة فرز دمج متعددة المسارات، IEEE Trans. على النظم الموازية والموزعة، المجلد. 6، لا. 2، pp 211–215، February 1995 (شارك في تأليفه De-Lei Lee).
- التقليل من الاتصالات في الفرز البيتوني، IEEE Trans. على النظم الموازية والموزعة، المجلد. 11، لا. 5، pp 459–474، May 2000 (شارك في تأليفه جاي دونغ لي).

## فصول الكتاب من تأليف كينيث إي باتشر
- The STARAN Computer، Infotech State of the Art Report on Supercomputers، vol. 2، ص 33-49، 1979.
- MPP: معالج صور عالي السرعة، أجهزة كمبيوتر متوازية متخصصة خوارزميًا، تم تحريره بواسطة Snyder و Jamieson و Gannon و Siegel ، Academic Press ، 1985، ص 59-68.
- نظرة شاملة على نظام المعالجة المتوازية الهائل، The Massively Parallel Processor ، الذي حرره J. L. Potter ، The MIT Press ، 1985، الصفحات 142-149.
- Array Unit، The Massively Parallel Processor الذي حرره J. L. Potter، The MIT Press، 1985، pp 150–169.
- Array Control Unit، The Massively Parallel Processor الذي حرره J. L. Potter، The MIT Press، 1985، pp 170–190.
- ذاكرة التدريج، المعالج المتوازي الهائل الذي حرره ج. ل. بوتر، مطبعة معهد ماساتشوستس للتكنولوجيا، 1985، الصفحات 191-204.
- برنامج نظام MPP ، The Massively Parallel Processor الذي حرره J. L. Potter ، The MIT Press ، 1985، الصفحات 261-275.
- بأثر رجعي: الهندسة المعمارية لمعالج مواز على نطاق واسع، 25 عاما من الدولي. ندوات حول هندسة الكمبيوتر - أوراق مختارة، تم تحريرها بواسطة Gurindar Sohi ، ACM Press ، 1998، الصفحات 15-16.[6]

## براءات الاختراع الأمريكية مع كينيث إي باتشر كمخترع أو أحد المخترعين
يتبع رقم البراءة العنوان والسنة الصادرة.
- 3,183,363 نظام الميكنة المنطقية، 1965 (مخترعين متعددين)
- 3,300,762 جهاز حل استجابة متعددة، 1967
- 3,418,632 وسيلة لدمج تسلسل البيانات، 1968
- 3,428,946 وسيلة لدمج البيانات 1969
- 3,605,024 جهاز لتحويل البيانات في سجل طويل، 1971
- 3,681,781 طريقة التخزين والاسترجاع، 1972
- 3,711,692 تحديد عدد العناصر في حقل البيانات عن طريق الإضافة، 1973
- 3,786,448 ذاكرة سلكية مطلية متعددة الوصول، 1974 (مخترعين متعددين)
- 3,800,289 ذاكرة الوصول الصلب متعدد الأبعاد، 1974
- 3,812,467 شبكة التقليب، 1974
- 3,936,806 منظمة معالج الحالة الصلبة، 1976
- 4,314,349 عنصر المعالجة لمعالجات الصفيف المتوازي، 1982
- 4,727,474 الذاكرة المؤقتة للمعالج الموازي على نطاق واسع، 1988
- 5,153,843 تخطيط شبكات الربط متعدد المراحل الكبيرة، 1992